# Estats Units de Veneçuela
Estats Units de Veneçuela va ser el nom oficial de Veneçuela adoptat per la constitució de 1864, durant el govern de Juan Crisóstomo Falcón. Aquest nom es va mantenir en les diferents constitucions que van succeir a la de 1864 fins a l'any 1953; quan la constitució promulgada en aquest any canvia el nom oficial per República de Veneçuela.
Durant el període comprès entre 1830 i 1857 el nom oficial del país era Estat de Veneçuela; mentre que en la constitució de 1858 el país tenia per nom oficial República de Veneçuela. Després del triomf del Partit Liberal en la Guerra Federal es convoca a una assemblea constituent per crear una nova constitució basada en els principis federals. El 28 de març de 1864 els membres de l'assemblea constituent reunits a Caracas signen la constitució. El president Falcón ordena la seva publicació i circulació el 13 d'abril i finalment és confirmada pels ministres d'Interior i Justícia, de Relacions Exteriors, d'Hisenda, de Foment i el de Guerra i Marina el 22 d'abril.